# Albert Warner

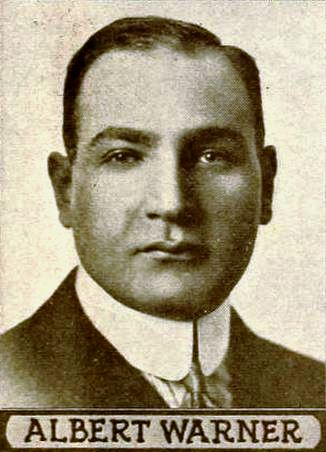
Albert Warner in dem Filmmagazin Moving Picture World (1919)

Aaron „Albert“ Warner, eigentlich Abraham Wonsal (* 11. Julijul. / 23. Juli 1884greg. in Krasnosielc, Russisches Kaiserreich; † 26. November 1967 in Miami Beach, Florida) war ein polnisch-US-amerikanischer Filmproduzent, der zusammen mit seinen drei Brüdern Harry, Sam und Jack die Filmgesellschaft Warner Brothers begründete.

## Leben und Karriere
Albert Warner wurde als eines von insgesamt zwölf Kindern eines Schuhmachers im heutigen Polen, welches damals zum russischen Kaiserreich zählte, geboren. Während seiner Kindheit zog er mit seiner Familie nach Kanada, später nach Youngstown in Ohio. Ab 1903 betrieben die Brüder Filmvorführungen, unter anderem auf Jahrmärkten. Innerhalb weniger Jahre erschufen sie eine große Kinokette, die sie im Jahr 1910 verkauften. Anschließend stiegen sie in die Filmproduktion ein, zunächst mit Carl Laemmle, später eigenständig mit Warner Features. 1923 begründeten sie in Hollywood das Filmstudio Warner Brothers, in der folgenden Zeit wuchs ihr Erfolg stetig und spätestens ab Beginn des Tonfilms Ende der 1920er-Jahre zählte Warner Bros. zu den großen Filmstudios.
Albert Warner war in späteren Jahren vor allem in der Funktion des Schatzmeisters für Warner Brothers tätig. 1956, als die Warner Brothers bereits den Höhepunkt ihrer Macht im Studiosystem überschritten hatten, beschlossen die drei noch lebenden Warner Brothers sich aus dem Konzern zurückzuziehen. Sie verkauften ihre Anteile, doch der jüngste Bruder Jack kaufte hinter dem Rücken der anderen seine Anteile wieder zurück und ernannte sich zum Firmenpräsidenten. Daraufhin sollen Albert und Harry Warner nie wieder ein Wort mit ihrem Bruder gesprochen haben, obwohl Albert später noch einmal bis 1966 Mitglied im Board of Directors wurde.
Warners erste Ehefrau Bessie Krieger, die er 1908 geheiratet hatte, starb 1923 an einer Grippe. Mit seiner zweiten Ehefrau Bessie Siegal war er von 1925 bis zu seinem Tod verheiratet. Mit Bessie Siegel hatte er zwei leibliche Kinder sowie einen Stiefsohn aus ihrer früheren Ehe. Albert Warner starb 1967 im Alter von 83 Jahren in Miami Beach, wo er seinen Lebensabend verbracht hatte. Er wurde auf dem Salem Fields Cemetery in Brooklyn neben seiner ersten Ehefrau bestattet, seine zweite Ehefrau wurde nach ihrem Tod 1970 ebenfalls dort zur Ruhe gelegt.